# The Secret Call

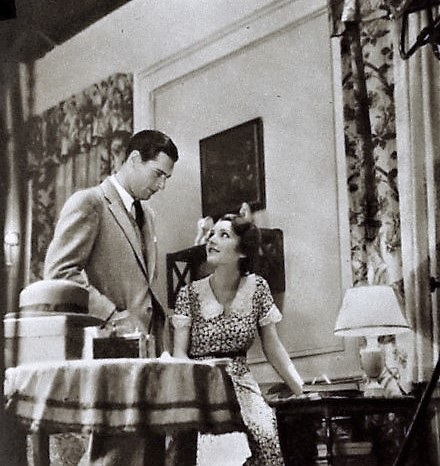
Richard Arlen et Peggy Shannon dans une scène du film.

The Secret Call est un film américain réalisé par Stuart Walker, sorti en 1931.

## Fiche technique
- Réalisation : Stuart Walker
- Scénario : Arthur Kober, Eve Unsell,  d'après la pièce The Woman de William C. deMille[1].
- Photographie : David Abel
- Musique : Rudolph G. Kopp
- Genre : Drame[2]
- Production : Paramount Pictures
- Distributeur : Paramount Pictures
- Durée : 70 minutes
- Date de sortie : 25 juillet 1931

## Distribution
- Richard Arlen : Tom Blake
- Peggy Shannon : Wanda Kelly
- William B. Davidson : Jim Blake
- Charles Trowbridge : Phil Roberts
- Jane Keithley : Grace Roberts
- Selmer Jackson : Matt Stanton
- Ned Sparks : Bert Benedict
- Jed Prouty : Jim Neligan
- Charles D. Brown : Bob Barnes
- Harry Beresford : Frank Kelly
- Larry Steers : Fillmore
- Elaine Baker : Vera Lorraine
- Frances Moffett : Gwen Allen
- Claire Dodd : Maisie
- Patricia Farr : Ellen